# ميخائيل بيتري (لاعب كرة قدم)
ميخائيل بيتري (بالألمانية: Michael Petry)‏ هو لاعب كرة قدم ألماني في مركز الهجوم، ولد في 31 أغسطس 1976 في لودفيغسهافن في ألمانيا. لعب مع كيكرز أوفنباخ ونادي ساربروكن ونادي ساندهاوزن ويان ريغينسبورغ.

## وصلات خارجية
- ميخائيل بيتري (لاعب كرة قدم) على موقع قاعدة بيانات كرة القدم.إي يو (الإنجليزية)
- ميخائيل بيتري (لاعب كرة قدم) على موقع بيانات كرة القدم. دي إي (الألمانية)